# 1995年の日本の女性史
1995年の日本の女性史（1995ねんのにほんのじょせいし）は、1995年（平成7年）の日本における女性に関するできごとを時系列的に挙げる。
本項目は歴史研究としての女性史ではなく、日本における女性に関するできごとをある体系に基づいて述べようとするものではない。
- 3月18日 女性のための初の個人加入の労働組合「女性ユニオン東京」誕生
働く女性からの直接の相談を受け、解決に向けた取り組みを行うことが目的
- 4月1日 福岡女子大学の家政学部が人間環境学部に改組される。これにより、全国の国公立大学のうち家政学部を持つのは山口女子大学（現・山口県立大学）等3校のみとなる。
- 6月9日 育児休業、介護休業等育児又は家族介護を行う労働者の福祉に関する法律 成立
1992年に施行された同名の法律を大幅に改正し、介護休業規定を導入したもの。男女ともに育児休業を取得でき、休業期間3ヵ月、介護する家族1人につき1回の介護休業を認める。
- 7月19日 日本政府、任意団体「女性のためのアジア平和国民基金」設立、批判と評価の声
「元慰安婦に対する補償及び女性の名誉と尊厳に関わる今日的な問題の解決を目的」として設立、日本政府からの出資金と国内外からの募金によって運営された。
- 8月23日 1995年夏季ユニバーシアード、福岡市で開催、選手村でコンドーム3万個を準備して希望者に無料配布
- 8月- 第4回世界女性会議、北京で開催
- 9月4日 沖縄米兵少女暴行事件、抗議の動き拡がる。
9月28日 大田沖縄県知事、米軍基地用地接収代理署名を拒否
- 9月- 日本産婦人科学会倫理委員会、非配偶者間の体外受精・代理母を認めず、着床前診断を認める見解を発表
- 9月- 厚生省、低用量ピルを解禁
- 11月10日 「東京ウィメンズプラザ」 青山に開所
- 12月21日 労働省、部署の名称「婦人局」を「女性局」に変更することを決定

## この年
- 阪神・淡路大震災以前と比べ、兵庫県立女性センターに寄せられる電話相談、離婚相談が約3倍に増加
「地震の時、家族を顧みず自分だけ逃げてしまった」 「非常時の防災用具を自分用だけ用意していた」等、地震でパートナーが見せた素顔に幻滅する女性たちが続出したという。以前から円満ではなかった夫婦仲が、震災によって危機的状況となった例も多かった。
- 公共施設や学校の女子トイレに消音機器が普及、平均節水55%に
- 女子学生の就職難続く、「超氷河期」といわれる。
- 「夫・恋人からの暴力」調査研究会による調査、1992年の統計、回答者の8割が暴力を受け、被害深刻との結果
- 厚生省、「1993年度全国母子世帯調査」、離別家庭63.3%で過去最高、年収215万円で一般世帯の3分の1
- 厚生省調査、未熟児出生増加が判明、2500グラム以下の低体重児が1985年の5.7%から1993年は7%に、妊婦死亡率出生10万人あたり7.7人と高率に
- 総理府、「高齢者介護に関する世論調査」、家族中心に外部サービスも利用の在宅介護希望42.6%、「老後は施設に入ってもいい」女性65.3%
- 女子の4年制大学進学者、短大進学者を初めて上回る